# Grand Prix automobile de Monaco 2010
GP précédent GP suivant
Le Grand Prix automobile de Monaco 2010 (Formula 1 Grand Prix de Monaco 2010), disputé sur le circuit de Monaco le 16 mai 2010, est la cinquante-septième édition du Grand Prix, la 826e épreuve du championnat du monde de Formule 1 courue depuis 1950 et la sixième manche du championnat 2010. 
La FIA a fait procéder à quelques modifications du circuit : mise en place de vibreurs plus hauts dans les deux chicanes du circuit (nouvelle chicane du port et à chicane de la Piscine) et resurfaçage de la voie des stands et des portions entre Sainte Dévote et l’Avenue de Monte Carlo, entre la Place du Casino et le Portier et entre la sortie du tunnel et la chicane suivante.

## Essais libres

### Jeudi matin
| Pos. | Pilote             | Voiture          | Chrono         | Écart     |
| ---- | ------------------ | ---------------- | -------------- | --------- |
| 1    | Fernando Alonso    | Ferrari          | 1 min 15 s 927 |           |
| 2    | Sebastian Vettel   | Red Bull-Renault | 1 min 16 s 000 | + 0 s 073 |
| 3    | Robert Kubica      | Renault          | 1 min 16 s 016 | + 0 s 089 |
| 4    | Mark Webber        | Red Bull-Renault | 1 min 16 s 382 | + 0 s 455 |
| 5    | Felipe Massa       | Ferrari          | 1 min 16 s 517 | + 0 s 590 |
| 6    | Michael Schumacher | Mercedes         | 1 min 16 s 589 | + 0 s 662 |

### Jeudi après-midi
| Pos. | Pilote             | Voiture          | Chrono         | Écart     |
| ---- | ------------------ | ---------------- | -------------- | --------- |
| 1    | Fernando Alonso    | Ferrari          | 1 min 14 s 904 |           |
| 2    | Nico Rosberg       | Mercedes         | 1 min 15 s 013 | + 0 s 109 |
| 3    | Sebastian Vettel   | Red Bull-Renault | 1 min 15 s 099 | + 0 s 195 |
| 4    | Felipe Massa       | Ferrari          | 1 min 15 s 120 | + 0 s 216 |
| 5    | Michael Schumacher | Mercedes         | 1 min 15 s 143 | + 0 s 239 |
| 6    | Robert Kubica      | Renault          | 1 min 15 s 192 | + 0 s 288 |

### Samedi matin
| Pos. | Pilote             | Voiture          | Chrono         | Écart     |
| ---- | ------------------ | ---------------- | -------------- | --------- |
| 1    | Robert Kubica      | Renault          | 1 min 14 s 806 |           |
| 2    | Felipe Massa       | Ferrari          | 1 min 14 s 852 | + 0 s 046 |
| 3    | Mark Webber        | Red Bull-Renault | 1 min 14 s 945 | + 0 s 139 |
| 4    | Lewis Hamilton     | McLaren-Mercedes | 1 min 15 s 038 | + 0 s 232 |
| 5    | Sebastian Vettel   | Red Bull-Renault | 1 min 15 s 046 | + 0 s 240 |
| 6    | Michael Schumacher | Mercedes         | 1 min 15 s 236 | + 0 s 430 |

## Grille de départ
| Pos. | Pilote             | Écurie               | Qualifications 1 | Qualifications 2 | Qualifications 3 |
| ---- | ------------------ | -------------------- | ---------------- | ---------------- | ---------------- |
| 1    | Mark Webber        | Red Bull-Renault     | 1 min 15 s 035   | 1 min 14 s 462   | 1 min 13 s 826   |
| 2    | Robert Kubica      | Renault              | 1 min 15 s 045   | 1 min 14 s 549   | 1 min 14 s 120   |
| 3    | Sebastian Vettel   | Red Bull-Renault     | 1 min 15 s 110   | 1 min 14 s 549   | 1 min 14 s 227   |
| 4    | Felipe Massa       | Ferrari              | 1 min 14 s 757   | 1 min 14 s 405   | 1 min 14 s 283   |
| 5    | Lewis Hamilton     | McLaren-Mercedes     | 1 min 15 s 676   | 1 min 14 s 527   | 1 min 14 s 432   |
| 6    | Nico Rosberg       | Mercedes             | 1 min 15 s 188   | 1 min 14 s 375   | 1 min 14 s 544   |
| 7    | Michael Schumacher | Mercedes             | 1 min 15 s 649   | 1 min 14 s 691   | 1 min 14 s 590   |
| 8    | Jenson Button      | McLaren-Mercedes     | 1 min 15 s 623   | 1 min 15 s 150   | 1 min 14 s 637   |
| 9    | Rubens Barrichello | Williams-Cosworth    | 1 min 15 s 590   | 1 min 15 s 083   | 1 min 14 s 901   |
| 10   | Vitantonio Liuzzi  | Force India-Mercedes | 1 min 15 s 397   | 1 min 15 s 061   | 1 min 15 s 170   |
| 11   | Nico Hülkenberg    | Williams-Cosworth    | 1 min 16 s 030   | 1 min 15 s 317   |                  |
| 12   | Adrian Sutil       | Force India-Mercedes | 1 min 15 s 445   | 1 min 15 s 318   |                  |
| 13   | Sébastien Buemi    | Toro Rosso-Ferrari   | 1 min 15 s 961   | 1 min 15 s 413   |                  |
| 14   | Vitaly Petrov      | Renault              | 1 min 15 s 482   | 1 min 15 s 576   |                  |
| 15   | Pedro de la Rosa   | BMW Sauber-Ferrari   | 1 min 15 s 908   | 1 min 15 s 692   |                  |
| 16   | Kamui Kobayashi    | BMW Sauber-Ferrari   | 1 min 16 s 175   | 1 min 15 s 992   |                  |
| 17   | Jaime Alguersuari  | Toro Rosso-Ferrari   | 1 min 16 s 021   | 1 min 16 s 176   |                  |
| 18   | Heikki Kovalainen  | Lotus-Cosworth       | 1 min 17 s 094   |                  |                  |
| 19   | Jarno Trulli       | Lotus-Cosworth       | 1 min 17 s 434   |                  |                  |
| 20   | Timo Glock         | Virgin-Cosworth      | 1 min 17 s 677   |                  |                  |
| 21   | Lucas Di Grassi    | Virgin-Cosworth      | 1 min 17 s 864   |                  |                  |
| 22   | Bruno Senna        | HRT-Cosworth         | 1 min 18 s 509   |                  |                  |
| 23   | Karun Chandhok     | HRT-Cosworth         | 1 min 19 s 559   |                  |                  |
| 24   | Fernando Alonso    | Ferrari              | Non partant      |                  |                  |

- Notes :
  - Fernando Alonso n'a pas participé aux qualifications après un accident pendant la troisième séance d'essais. Conformément à la règlementation, sa coque devant être changée, il prend le départ de la course depuis la ligne des stands.
  - Nico Hülkenberg, qualifié en 11e position, a calé lors du tour de mise en grille et s'est élancé depuis les stands, sa place étant restée vacante sur la grille.

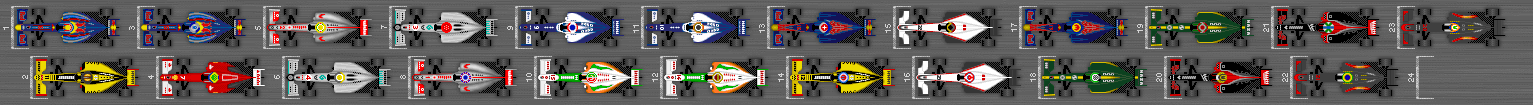
La grille de qualification du Grand Prix.

## Course

### Déroulement de l'épreuve
Vingt-trois pilotes s’alignent sur la grille de départ du Grand Prix puisque Fernando Alonso doit s’élancer depuis la voie des stands à la suite du changement de la coque de sa monoplace après un crash lors des essais libres. À l’extinction des feux, Mark Webber prend un excellent départ depuis la pole position et entre en tête dans le premier virage devant son équipier Sebastian Vettel qui a ravi la seconde position à Robert Kubica. Le classement après le premier tour de course s’établit ainsi : Webber, Vettel, Kubica, Felipe Massa, Lewis Hamilton, Rubens Barrichello, Michael Schumacher, Nico Rosberg, Vitantonio Liuzzi, Adrian Sutil, Jenson Button. 
Nico Hülkenberg ne boucle pas ce premier tour, victime d’une violente sortie de piste dans le tunnel. Cet accident provoque la sortie de la voiture de sécurité jusqu’au septième tour inclus. Fernando Alonso profite de la neutralisation de l’épreuve pour chausser des pneus durs après avoir pris le départ en pneus tendres : il fait ainsi le pari d’aller jusqu’au bout de la course avec le même train de pneus. Dès le deuxième tour, Button abandonne alors que le peloton est derrière la voiture de sécurité, victime d’une surchauffe moteur : un mécanicien a oublié d’enlever d’un des pontons de sa voiture un refroidisseurs empli de glace. 
Le pace-car rentré, Webber et Vettel poursuivent en tête alors qu’Alonso est coincé derrière Lucas di Grassi en 20e position. Il le double au neuvième tour, puis dépasse Jarno Trulli au tour suivant. Au dixième passage, Webber compte 2 s 4 d’avance sur Vettel, 3 s 4 sur Kubica, 5 s sur Massa, 6 s sur Hamilton, 9 s sur Barrichello, 10 s sur Schumacher et 12 sur Rosberg, Alonso étant désormais en dix-huitième.
En tête de la course, Webber creuse alors l’écart sur Vettel (6 secondes au quinzième tour, 7 s au passage suivant). Hamilton change ses pneus au 17e tour et remonte en piste en quinzième position, juste devant Alonso qui a pris l’avantage sur Timo Glock et Heikki Kovalainen. Massa, Barrichello, Schumacher, Liuzzi changent de pneus au 19e tour, Sébastien Buemi au 20e, Kubica, Vitaly Petrov et Jaime Alguersuari au 21e, Vettel, Sutil et Pedro de la Rosa au 22e, Webber au 23e, Rosberg au 28e. Au tour suivant, le classement s’établit ainsi : Webber, Vettel, Kubica, Massa, Hamilton, Rosberg, Alonso, Schumacher, Sutil, Barrichello, Liuzzi, Buemi, Petrov, Alguersuari.
Petrov doit néanmoins repasser au stand car il a crevé, tandis que Barrichello est victime d’une rupture de suspension arrière à cause d'une plaque d'égoût sortie de son emplacement à Massenet. Il part à la faute et détruit sa monoplace, ce qui provoque la deuxième intervention de la voiture de sécurité. En s’extrayant de sa monoplace, il jette son volant sur la piste alors que les monoplaces concurrentes arrivent : Karun Chandhok traîne le volant jusque dans le tunnel avant que son équipier Bruno Senna ne roule dessus à nouveau, heureusement sans dommage. La course est relancée au 33e tour, sans changement de position. Au 40e tour, Webber compte 2 s d’avance sur Vettel, 3 s sur Kubica, 5 s sur Massa, 7 s sur Hamilton, 10 sur Alonso, 12 s sur Schumacher, 15 s sur Rosberg, suivent Sutil, Liuzzi, Buemi, Alguersuari, Petrov, Kovalainen, Senna, Chandhok et Trulli, les autres ayant abandonné.
Du 43e au 45e tour, la voiture de sécurité intervient pour la troisième fois pour permettre aux commissaires de replacer correctement la plaque d’égout descellée dans Massenet. À quatre tours de l’arrivée, Trulli escalade la HRT de Chandhok à la Rascasse, ce qui provoque une quatrième intervention de la voiture de sécurité jusqu’à la fin de course. Renault demande alors à Petrov de rentrer : il abandonne mais sera classé. Toutefois, une fois la voiture de sécurité entrée au stand, quelques hectomètres avant la ligne d’arrivée, Schumacher dépasse Alonso dans le dernier virage. L’Allemand écope de vingt secondes de pénalité pour infraction à l'article 40.13 qui interdit les dépassements si la course se termine alors que la voiture de sécurité est déployée. Or les drapeaux verts qui mettent fin au déploiement de la voiture de sécurité (article 40.4 du règlement) étaient agités au moment du dépassement. Mercedes, qui estime que l'article 40.13 n'aurait pas dû être appliqué, annonce son intention de faire appel avant de renoncer deux jours plus tard.
Mark Webber remporte la quatrième victoire de sa carrière, la deuxième cette saison devant son coéquipier Sebastian Vettel, Kubica complétant le podium. Massa, Hamilton, Alonso, Rosberg, Sutil, Liuzzi et Buemi terminent dans le top 10, le Suisse signant son premier point de la saison.

### Classement de la course
| Pos. | no | Pilote             | Écurie               | Tours | Temps/Abandon                      | Grille | Points |
| ---- | -- | ------------------ | -------------------- | ----- | ---------------------------------- | ------ | ------ |
| 1    | 6  | Mark Webber        | Red Bull-Renault     | 78    | 1 h 50 min 13 s 355 (141,815 km/h) | 1      | 25     |
| 2    | 5  | Sebastian Vettel   | Red Bull-Renault     | 78    | + 0 s 448                          | 3      | 18     |
| 3    | 11 | Robert Kubica      | Renault              | 78    | + 1 s 675                          | 2      | 15     |
| 4    | 7  | Felipe Massa       | Ferrari              | 78    | + 2 s 666                          | 4      | 12     |
| 5    | 2  | Lewis Hamilton     | McLaren-Mercedes     | 78    | + 4 s 363                          | 5      | 10     |
| 6    | 8  | Fernando Alonso    | Ferrari              | 78    | + 6 s 341                          | 24     | 8      |
| 7    | 4  | Nico Rosberg       | Mercedes             | 78    | + 6 s 651                          | 6      | 6      |
| 8    | 14 | Adrian Sutil       | Force India-Mercedes | 78    | + 6 s 970                          | 12     | 4      |
| 9    | 15 | Vitantonio Liuzzi  | Force India-Mercedes | 78    | + 7 s 305                          | 10     | 2      |
| 10   | 16 | Sébastien Buemi    | Toro Rosso-Ferrari   | 78    | + 8 s 199                          | 13     | 1      |
| 11   | 17 | Jaime Alguersuari  | Toro Rosso-Ferrari   | 78    | + 9 s 135                          | 17     |        |
| 12   | 3  | Michael Schumacher | Mercedes             | 78    | + 25 s 712                         | 7      |        |
| 13   | 12 | Vitaly Petrov      | Renault              | 73    | Freins                             | 14     |        |
| 14   | 20 | Karun Chandhok     | HRT-Cosworth         | 70    | Accrochage avec Trulli             | 23     |        |
| 15   | 18 | Jarno Trulli       | Lotus-Cosworth       | 70    | Accrochage avec Chandhok           | 19     |        |
| Abd. | 19 | Heikki Kovalainen  | Lotus-Cosworth       | 58    | Direction                          | 18     |        |
| Abd. | 21 | Bruno Senna        | HRT-Cosworth         | 58    | Hydraulique                        | 22     |        |
| Abd. | 9  | Rubens Barrichello | Williams-Cosworth    | 30    | Accident                           | 9      |        |
| Abd. | 23 | Kamui Kobayashi    | BMW Sauber-Ferrari   | 26    | Boîte de vitesses                  | 16     |        |
| Abd. | 25 | Lucas di Grassi    | Virgin-Cosworth      | 25    | Roue                               | 21     |        |
| Abd. | 24 | Timo Glock         | Virgin-Cosworth      | 22    | Suspension                         | 20     |        |
| Abd. | 22 | Pedro de la Rosa   | BMW Sauber-Ferrari   | 21    | Hydraulique                        | 15     |        |
| Abd. | 1  | Jenson Button      | McLaren-Mercedes     | 3     | Moteur                             | 8      |        |
| Abd. | 10 | Nico Hülkenberg    | Williams-Cosworth    | 1     | Accident                           | 11     |        |

### Pole position et record du tour
- Pole position :  Mark Webber (Red Bull-Renault) en 1 min 13 s 826 (162,869 km/h).
- Meilleur tour en course :  Sebastian Vettel (Red Bull-Renault) en 1 min 15 s 192 au soixante-et-onzième tour.

### Tours en tête
- Mark Webber (Red Bull-Renault) : 78 tours (1-78)

La voiture de sécurité est intervenue du 2e au 6e, du 32e au 34e, du 44e au 45e et du 76e au 78e tour.

## Classements généraux à l'issue de la course
| Pos. | Pilote             | Écurie               | Points |
| ---- | ------------------ | -------------------- | ------ |
| 1    | Mark Webber        | Red Bull-Renault     | 78     |
| 2    | Sebastian Vettel   | Red Bull-Renault     | 78     |
| 3    | Fernando Alonso    | Ferrari              | 75     |
| 4    | Jenson Button      | McLaren-Mercedes     | 70     |
| 5    | Felipe Massa       | Ferrari              | 61     |
| 6    | Lewis Hamilton     | McLaren-Mercedes     | 59     |
| 7    | Robert Kubica      | Renault              | 59     |
| 8    | Nico Rosberg       | Mercedes             | 56     |
| 9    | Michael Schumacher | Mercedes             | 22     |
| 10   | Adrian Sutil       | Force India-Mercedes | 20     |
| 11   | Vitantonio Liuzzi  | Force India-Mercedes | 10     |
| 12   | Rubens Barrichello | Williams-Cosworth    | 7      |
| 13   | Vitaly Petrov      | Renault              | 6      |
| 14   | Jaime Alguersuari  | Toro Rosso-Ferrari   | 3      |
| 15   | Nico Hülkenberg    | Williams-Cosworth    | 1      |
| 16   | Sébastien Buemi    | Toro Rosso-Ferrari   | 1      |

| Pos. | Écurie               | Points |
| ---- | -------------------- | ------ |
| 1    | Red Bull-Renault     | 156    |
| 2    | Ferrari              | 136    |
| 3    | McLaren-Mercedes     | 129    |
| 4    | Mercedes             | 78     |
| 5    | Renault              | 65     |
| 6    | Force India-Mercedes | 30     |
| 7    | Williams-Cosworth    | 8      |
| 8    | Toro Rosso-Ferrari   | 4      |

## Statistiques
- le dépassement de Michael Schumacher sur Fernando Alonso a été sanctionné par les commissaires de course; Alonso fini sixième et Schumacher douzième.
- 4e pole position de sa carrière pour Mark Webber.
- 4e victoire de sa carrière pour Mark Webber.
- 9e victoire pour Red Bull Racing en tant que constructeur.
- 124e victoire pour Renault en tant que motoriste.
- 6e doublé pour l'écurie Red Bull Racing.
- 6e pole position consécutive pour Red Bull Racing.
- 2e Grand Prix mené de bout en bout par Mark Webber.
- Sebastian Vettel passe la barre des 200 points inscrits en championnat du monde (203 points).
- pour la première fois de sa carrière, Mark Webber est en tête du championnat du monde.
- pour la première fois de son histoire, Red Bull Racing est en tête du championnat du monde.
- Karun Chandhok et Jarno Trulli ont été classés 14e et 15e de l'épreuve bien qu'ils n'aient pas accompli les 90 % de l'épreuve (70 tours sur 78).
- Damon Hill (115 départs en Grands Prix de Formule 1, champion du monde en 1996, 22 victoires, 20 pole positions, 19 meilleurs tours en course et 42 podiums) a été nommé par la FIA conseiller pour aider dans leurs jugements le groupe des commissaires de course lors de ce Grand Prix.
- le joaillier Steinmetz a réalisé des parures de volant spéciales pour Jenson Button et Lewis Hamilton pour célébrer leurs titres mondiaux de 2009 et 2008. Les volants des deux pilotes sont décorés d'une couronne de lauriers incrustée de diamants.
- Rubens Barrichello et Jenson Button, coupables d'un excès de vitesse dans les stands limités à 60 et non 80 km/h, ont écopé de 1 000 euros d'amende. Mark Webber, pour la même raison, a écopé d’une amende de 2 200 euros. Il a été flashé à 70,9 km/h.